# Lily Allen

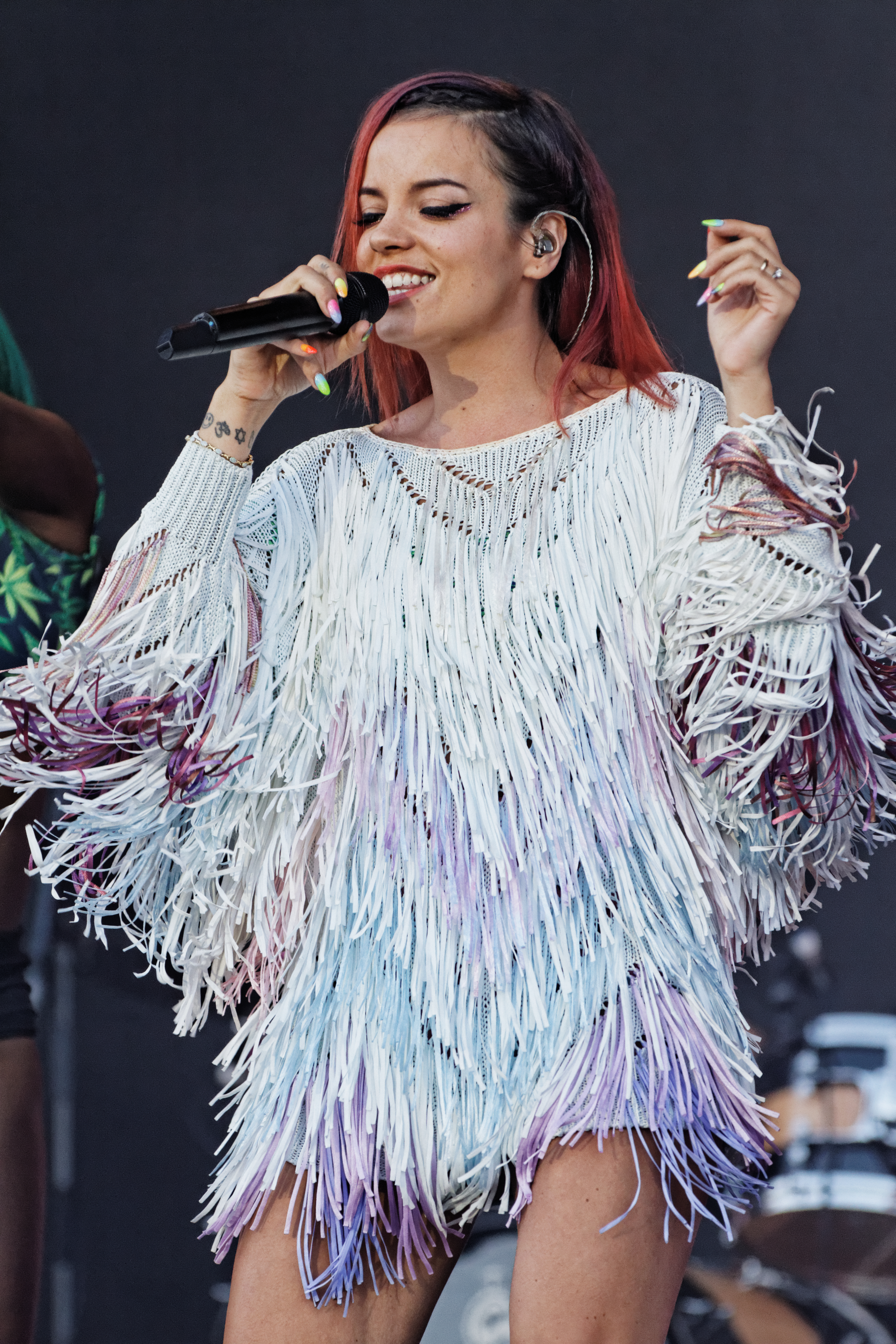
Lily Allen podczas występu na Festival des Vieilles Charrues w maju 2014

Lily Allen, właśc. Lily Rose Beatrice Cooper (ur. 2 maja 1985 w Londynie) – brytyjska piosenkarka pop, a także aktorka.

## Życiorys

### Wczesne lata
Lily Allen urodziła się w Hammersmith. Jej matką jest Alison Owen, angielska producentka filmowa, a ojcem walijski aktor komediowy Keith Allen. Ma młodszego brata Alfiego. Wujem jest Kevin Allen. Jej rodzice rozwiedli się gdy miała 4 lata. W dzieciństwie często się przeprowadzała, przenosząc się do kolejnych dzielnic Londynu. Równocześnie zmieniała szkoły – czasami ze względu na przeprowadzki, a czasami z uwagi na złe zachowanie. Lily chodziła aż do 13 szkół. Jako 14-latka znalazła się w szkole z internatem, z której jednak uciekła na festiwal do Glastonbury. Ostatecznie rok później porzuciła naukę i wyjechała na Ibizę. Pojawiała się na płytach house'owych (w wokalu).
Ze względu na zainteresowania rodziców w domu Lily nigdy nie brakowało płyt. W dzieciństwie słuchała reggae i punka. Obecnie jako swoje inspiracje wymienia artystów alternatywnej muzyki klubowej, a także The Specials, Rip Rig and Panic, T. Rex, The Slits, Blondie i Wreckless Eric, Prince'a i Eminema oraz Kate Bush.

### Kariera
Debiutancka płyta wokalistki zatytułowana Alright, Still ukazała się w lipcu 2006 roku. Album zawiera 11 utworów. Singiel „Smile”, który pochodzi z tej płyty stał się utworem tygodnia w BBC Radio 1 i wielkim przebojem w Wielkiej Brytanii. Produkcją albumu zajęli się Pablo Cook, Blair MacKichan, Future Cut, Mark Ronson oraz Greg Kurstini. Oprócz wymienionego singla, z krążka „Alright, Still pochodzą utwory: „LDN”, „Littlest Things” oraz „Shame For You/Alfie”.
9 lutego 2009 wydała album zatytułowany: It’s Not Me, It’s You, z którego pochodzi 5 singli: „The Fear”, „Not Fair”, „Fuck You”, „22” i „Who’d Have Known”.
W roku 2009 brała udział w kampanii reklamowej torebek Coco Cocon, marki Chanel. We wrześniu tego samego roku śpiewała podczas pokazu wiosna-lato Chanel.
20 czerwca Allen ogłosiła, że powraca do studio i zaczyna pracę nad nową muzyką. Gościnnie pojawiła się na płycie P!nk, The Truth About Love, w singlu „True Love”. Lily ogłosiła, że jej nowy album pojawi się pod koniec roku 2013. Jej inspiracją do nowej muzyki ma być macierzyństwo.
W listopadzie 2013 Lily Allen nagrała cover piosenki Keane'a „Somewhere Only We Know”. Utwór dotarł do pierwszego miejsca w notowaniu UK Singles Chart, a część dochodów ze sprzedaży została przekazana dla organizacji Save the Children.
12 listopada 2013 ukazał się pierwszy, od 2009 roku singiel Lily Allen „Hard Out Here”. 13 stycznia 2014 roku na antenie BBC Radio 1 odbyła się premiera utworu „Air Balloon”, który został drugim singlem promującym album Sheezus.
Po wydaniu trzeciego albumu, Allen miała "kryzys tożsamości", nie cieszyła się muzyką, którą miała tworzyć i wierzyła, że ludzie z branży muzycznej kontrolują jej muzyczne wybory.
W 2017 roku Allen wspomniała w podcaście News Roast, że pracuje nad nowym albumem, który będzie dotyczył głównie niej samej, relacji z dziećmi, rozpadu jej małżeństwa oraz nadużywania substancji. ̈8 czerwca 2018 roku ukazał się jej czwarty album zatytułowany No Shame. Krążek promowały single „Trigger Bang” oraz „Lost My Mind”.

### Życie prywatne
Od wielu lat piosenkarka publicznie przyznaje że ma problem z nadużywaniem alkoholu i środków przeciwbólowych. W 2008 roku poroniła pierwsze dziecko ze związku z Edem Simmonsem z grupy Chemical Brothers W październiku 2010 roku artystka urodziła martwego syna Williama. 11 czerwca 2011 roku Lily poślubiła Sama Coopera, właściciela firmy budowlanej. Ceremonia odbyła się w angielskiej wiosce Cranham. 25 listopada urodziła dziewczynkę o imieniu Ethel Mary, zaś 10 stycznia 2013 roku drugą córeczkę o imieniu Marnie Rose.
W 2019 roku piosenkarka rozpoczęła związek z aktorem Davidem Harbourem. Para zadebiutowała na czerwonym dywanie podczas 26. ceremonii wręczenia nagród Gildii Aktorów Ekranowych. Allen poślubiła Harboura 7 września 2020 roku w Las Vegas, ślubu udzielił im urzędnik przebrany za Elvisa Presleya.

## Dyskografia

### Albumy studyjne
- Alright, Still (2006)
- It’s Not Me, It’s You (2009)
- Sheezus (2014)
- No Shame (2018)

## Filmografia
- 1998: Elizabeth jako Dama dworu